# Gerry Fleming
Gerald Alexander „Gerry“ Fleming junior (* 16. Oktober 1967 in Montreal, Québec) ist ein ehemaliger kanadischer Eishockeyspieler und derzeitiger -trainer. Während seiner aktiven Karriere zwischen 1983 und 1998 bestritt er unter anderem elf Spiele für die Canadiens de Montréal in der National Hockey League. Hauptsächlich kam Fleming aber in der American Hockey League zu Einsätzen, wo er den Spielertyp des Enforcers verkörperte. Seit seinem Karriereende arbeitet er als Trainer.

## Karriere

### Als Spieler
Fleming begann seine Karriere in der Ligue de hockey junior majeur du Québec bei den Junior de Verdun im Jahr 1983. Seit 1991 spielte er in der American Hockey League für die Fredericton Canadiens. Während seiner aktiven Laufbahn bestritt er elf Spiele für die Canadiens de Montréal in der National Hockey League.

### Als Trainer
Im Anschluss an seine Spielerkarriere begann Gerry Fleming seine Trainerlaufbahn. Ab 1998 war er als Assistenz- oder Cheftrainer bei diversen AHL- und ECHL-Teams aktiv, am längsten bei den Florida Everblades (von 2001 bis 2008). Seine Trainerlaufbahn begann er als Assistenztrainer bei den Fredericton Canadiens für die Saison 1998/99. Zuletzt arbeitete er in der AHL bei den Bakersfield Condors, wo er auch Leon Draisaitl betreute. Im Mai 2018 unterschrieb Fleming einen Vertrag als Assistenztrainer bei den Eisbären Berlin aus der DEL.
Nach drei Jahren in Berlin kehrte Fleming nach Nordamerika zurück und war dort in der Saison 2021/22 erster Cheftrainer der Iowa Heartlanders aus der ECHL. In der Saison 2022/23 war Fleming Cheftrainer der Löwen Frankfurt aus der Deutschen Eishockey Liga. In der Saison 2023/24 stand er beim EHC Kloten hinter der Bande, wo er aber am 19. November 2023 entlassen wurde.
Seit 2024 ist Fleming Cheftrainer der Vienna Capitals aus der ICE Hockey League.

## Erfolge und Auszeichnungen
- 1985 Coupe-du-Président-Gewinn mit den Canadien junior de Verdun